# Dead Infection
Dead Infection — польская группа из Белостока, играющая в жанре горграйнд. Была основана в 1990 году, и за время своего существования выпустила три студийных альбома, и несколько сплитов и синглов. Это вторая группа в Польше, после группы Vader, CD/LP которой был выпущен за рубежом. Группа неоднократно выезжала по всему миру в турне, которое включало в себя США, Японию, Мексику, Европу. В феврале 2020 года умирает барабанщик группы, Cyjan, и через некоторое время группа прекращает существование.

## Участники
- Cyjan — барабаны (1990 - 2020, умер в 2020)
- Pierścień — гитара, вокал (2005 - 2020)
- Bielemuk - гитара (2019 - 2020)

## Дискография

### Студийные альбомы
- 1993: Surgical Disembowelment
- 1995: A Chapter of Accidents
- 2004: Brain Corrosion

### Сплиты
- 1994: Party’s Over (Сплит с Blood)
- 1998: No Pate, No Mind (Сплит с Malignant Tumour)
- 1998: Poppy-Seed Cake (Сплит с Clotted Symmetric Sexual Organ)
- 2009: Heartburn Result (Сплит с Regurgitate)

### Другие релизы
- 1991: World Full of Remains (Демо)
- 1992: Start Human Slaughter (Демо)
- 1997: Human Slaughter.. till Remains (CD релиз первых двух демозаписей)
- 1998: The Greatest Shits (Каверы)
- 2006: Brain corrosion (LP)
- 2008: Corpses of The Universe (MCD)
- 2008: Dead Singles Collection (CD переиздание песни со сплита)
- 2009: Corpses of The Universe (LP)

## Внешние ссылки
- Официальный сайт Dead Infection
- Dead Infection на MySpace